# Альбоин
Альбои́н (лат. Alboin; около 526 — 28 июня 572 или 573) — король лангобардов с 566 года, основатель и первый правитель королевства лангобардов в Италии.

## Биография

### Начало правления
Альбоин был сыном короля лангобардов Аудоина и Роделинды. Согласно трактату «Происхождение народа лангобардов», род Альбоина назывался Гаузы, который некоторые исследователи отождествляют с древнегерманским племенем гаутов. Альбоин наследовал трон своего отца между 560 и 566 годами; наиболее вероятной датой является последняя. В это время лангобарды были федератами Византийской империи и жили в районе рек Дравы и Дуная. В 567 году король Альбоин победил в союзе с аварами гепидов и убил их короля Кунимунда.

### Подготовка к походу в Италию

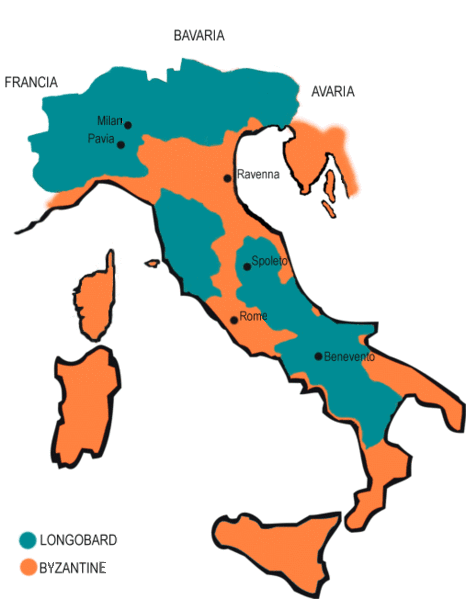
Италия к моменту смерти Альбоина. Ультрамарином выделены владения лангобардов.

Авары на тот момент представляли наиболее мощную силу в землях на правом берегу Дуная. Опасаясь, что авары могут объявить войну и своим союзникам лангобардам, Альбоин принял решение переселить свой народ в Италию, где власть Византии после Готских войн ещё не достаточно укрепилась. По сведениям средневековых хронистов, которые подвергаются сомнению некоторыми современными историками, лангобардов призвал в Италию полководец Нарсес, который желал стать независимым от власти византийского императора правителем. Король Альбоин заключил соглашение с аварами, согласно которому лангобарды оставляли аварам свои земли в Паннонии. Переселение лангобардов началось 2 апреля 568 года. Вместе с ними в Италию также двинулись покорённые лангобардами гепиды, аланы, свевы и союзники Альбоина — саксы.

### Вторжение в Италию
Согласно Марию Аваншскому, вступление лангобардов в Италию состоялось 20 или 21 сентября 569 года. За короткое время лангобарды завоевали почти всю северную и среднюю Италию, то есть те части Италии, которые были незадолго перед тем разорены Юстинианом I в борьбе против остготов. Незавоеванными остались только Рим, Равенна и почти все прибрежные города. В городе Фриули Альбоин основал первое на территории Италии лангобардское княжество — Фриульское герцогство — и назначил здесь правителем своего племянника Гизульфа. В 571 году лангобарды основали ещё одно герцогство — Беневент.
В 569 году лангобардам так же сдалась Верона, в результате чего лангобарды получили в своё распоряжение территории вплоть до Триента, и был захвачен Милан (управлявший городом епископ бежал). Города, оказывавшие лангобардам сопротивление, подвергались разграблению, в то время как те города, которые признавали над собой власть лангобардов (например, Тревизо и Виченца), оставались в неприкосновенности. В целом завоевание Италии лангобардами было более опустошительным, чем завоевание Италии остготами, которые довольно быстро переняли римские порядки. В начале 572 года после трёхлетней осады пала Павия, однако она единственная, из городов сопротивлявшихся лангобардам, не была разрушена, как считали средневековые хронисты, только благодаря божественному заступничеству. С течением времени этот город приобрёл важнейшее значение и стал столицей королевства. Лангобарды предпочитали не жить в городах, а расселялись по сельской местности родовыми общинами.

### Гибель Альбоина
Ещё перед вступлением на трон Альбоин взял в жёны Хлодозинду, дочь франкского короля Хлотаря I. Однако она умерла около 567 года. Его следующей супругой стала Розамунда, дочь убитого им короля гепидов Кунимунда. По свидетельствам источников, 28 июня 572 или 573 года Альбоин пал жертвой заговора, устроенного в Вероне Розамундой, которая хотела отомстить своему супругу за убийство своего отца.
Одним из важнейших источников (хотя и не всегда надёжным) по истории лангобардов является «История лангобардов» Павла Диакона. В частности, там можно найти подробности заговора Розамунды, вероятно приукрашенные фантазией автора:
Убив отца Розамунды, Альбоин приказал сделать из его черепа кубок. И как-то раз нанёс смертельную обиду Розамунде, заставив её пить из черепа собственного отца. Решив отомстить, Розмунда обратилась к королевскому дружиннику Хелмегису, который был, вероятно, её любовником. Однако тот побоялся действовать в одиночку и предложил взять в помощь Передео, очень сильного человека. Передео отказался помогать заговорщикам, но, однако, следующей ночью по ошибке переспал с Розамундой, приняв её за свою девушку. Узнав о своей ошибке, он согласился участвовать в заговоре, боясь гнева короля. На следующий день Розамунда приказала во всём дворце соблюдать тишину во время послеобеденного сна Альбоина. И, когда тот уснул, привязала его меч к кровати и впустила убийц. Когда Альбоин проснулся и увидел убийц, он схватился за меч, но не смог его выхватить, так как Розамунда крепко привязала меч к кровати. Он пытался защититься скамеечкой для ног, но силы были не равны и он был убит. Альбоин был похоронен в своём дворце и лангобарды оплакивали его кончину.
В хронике Сигеберта из Жамблу приводится аналогичный отрывок, с указанием мифологической речи Альбоина:
Альбоин, король лангобардов, был убит своим оруженосцем в результате происков своей жены, отца которой, Кунимунда, короля гепидов, он некогда убил в битве, а из его черепа сделал себе чашу для питья. Когда он, однажды, протянул ей эту чашу со словами: «Выпей вместе со своим отцом», женщина воспылала гневом и сделала так, что он был убит в постели собственным оруженосцем.
Наследником Альбоина на троне Королевства лангобардов стал Клеф. Разделение Италии на лангобардский север, где была сильна власть короля, на среднюю Италию, где возникли несколько полу-независимых герцогств, и на подчинённый Византии юг, возникшее ещё при жизни Альбоина и окончательно закрепившееся вскоре после его смерти, сохранилось вплоть до XIX века.
Памятная доска с именем Альбоина находится в Вальхалле около Регенсбурга.

## Образ Альбоина в искусстве
В 1961 году в Италии режиссёром Карло Карпогаллиани снят был фильм под названием «Розамунда и Альбоин». Режиссёр концентрирует своё внимание на взаимоотношениях Альбоина с гепидами и с Розамундой. В фильме принимали участие актёры Джек Паланс, Элеонора Росси Драго, Гай Мэдисон и другие.
В ранней редакции фэнтезийного романа «Утраченный путь и другие истории» Дж. Р. Р. Толкин предполагал использовать в качестве главного персонажа фигуру Альбоина.